# Kalvi
Kalvi è un centro abitato estone nel comune rurale di Viru-Nigula, noto per il castello di Kalvi.